# Бузина канадская
Бузина́ кана́дская, или Бузина́ америка́нская (лат. Sambūcus canadēnsis) — листопадный кустарник или небольшое дерево, вид рода Бузина (Sambucus) семейства Адоксовые (Adoxaceae) (ранее этот род включали в семейство Жимолостные или выделяли в отдельное семейство Бузиновые).

## Распространение и среда обитания
Родом из Северной Америки, встречается также в Мексике и Центральной Америке вплоть до Панамы.

## Ботаническое описание
Кустарник высотой до 3 м и более.
Листья супротивные, перистые.
Летом цветёт большими (20—30 см в диаметре) кистевидными соцветиями, цветки диаметром 5—6 мм, с пятью лепестками.
Плоды от тёмно-фиолетового до чёрного цвета, от 3 до 5 мм в диаметре.
Плоды и цветки съедобны, но другие части растения ядовиты, так как содержат токсин — оксалат кальция.

## Хозяйственное значение и применение
Плоды бузины канадской используют в медицине, а также для приготовления вина, желе и красителей.
Листья и кора может быть использована в качестве инсектицида.
Листья, стебли, корни и незрелые плоды ядовиты для человека.

## Ботаническая классификация

### Синонимы
По данным The Plant List на 2013 год, в синонимику вида входят:
- Aralia sololensis Donn.Sm.
- Sambucus bipinnata Moench, nom. illeg.
- Sambucus bipinnata Schltdl. & Cham., nom. illeg.
- Sambucus mexicana C.Presl ex DC.
- Sambucus oreopola Donn.Sm.
- Sambucus simpsonii Rehder